# レミー・キルミスター
レミー・キルミスター（Lemmy Kilmister、本名：イアン・フレイザー・キルミスター、Ian Fraser Kilmister、1945年12月24日 - 2015年12月28日）は、イギリス人のロック・ミュージシャン、ベーシスト、ヴォーカリストである。愛称はレミー。
ロックバンド、モーターヘッドの主宰者で、エレクトリックベースを駆使し、激しいダミ声を使ったヴォーカルを聞かせ、大多数のレパートリーで作曲を担当した。ハードロック、ヘヴィメタル、ハードコアの分野に多大な貢献をし、リスペクトされる存在である。
『ローリング・ストーン』誌の「史上最高のベーシスト50選」で33位に選出されている。

## 経歴
イングランド・ストーク＝オン＝トレントで生まれ、ウェールズのアングルシー島で育った。少年時代からライヴ通いし、駆け出し時代のザ・ビートルズも見ている。ジョン・レノンが客と殴り合いをするところまで目撃したと語っている。
1960年代中頃からザ・ロッキン・ヴィッカーズなど幾つかのバンドを渡り歩いた後、1967年にロンドンに移住。同時期にはジミ・ヘンドリックスやザ・ナイスのローディをしていた。1968年にタブラを使用した異色ロックバンド、サム・ゴパルのヴォーカル、ギターとして加入するも、アルバム『Escalator』を残し脱退。1969年には後にホークウインドのドラマーとなるサイモン・キングがフロントマンを務めるオパール・バタフライに数か月参加した。
1972年、サイケデリック・ロック・バンドのホークウインドにヴォーカリスト、ベーシストとして加入。その全盛期を支えたが、ドラッグの問題などで1975年に解雇された。同年に、モーターヘッドを結成。大音量で演奏するフリークアウト・ミュージックをコンセプトに、結成以降フロントマンとして40年に渡り活動した。
この間、パンク・ロック興隆とハードロック衰退、NWOBHM勃興と世界的なヘヴィメタルブーム、オルタナティヴ・ミュージックの台頭などロックシーンは激動するも、彼が創り出す独特の爆走型ロックン・ロールは不変であり続け、没後もあらゆる世代・時代のミュージシャンから支持され続けている。それぞれの時代で若手バンドをツアーに帯同させて成功へのチャンスを与えるなど、常にロック・シーンで兄貴分として敬愛され続ける存在でもあり、ガールスクールやタンクを発掘したのも彼であった。
ホークウィンド、モーターヘッド以外の活動では、ラモーンズのライヴにゲスト参加したり、アイアン・メイデンのトリビュートアルバムで「The Trooper」、クイーンのトリビュートアルバムで「Tie Your Mother Down」をカバーしているほか、フー・ファイターズのフロントマンであるデイヴ・グロールのプロジェクト「プロボット」に参加していた。
2010年、ドキュメンタリー映画『極悪レミー』公開。
2015年12月26日に末期癌であることを宣告された。すでに脳などにも転移が見られ、手の施しようがない状態だった。12月28日、ロサンゼルスの自宅にて死去。70歳没。死因は前立腺癌と不整脈と心不全だった。彼の死を受けて、モーターヘッドのメンバーであるミッキー・ディーはバンド解散を公式に表明した。

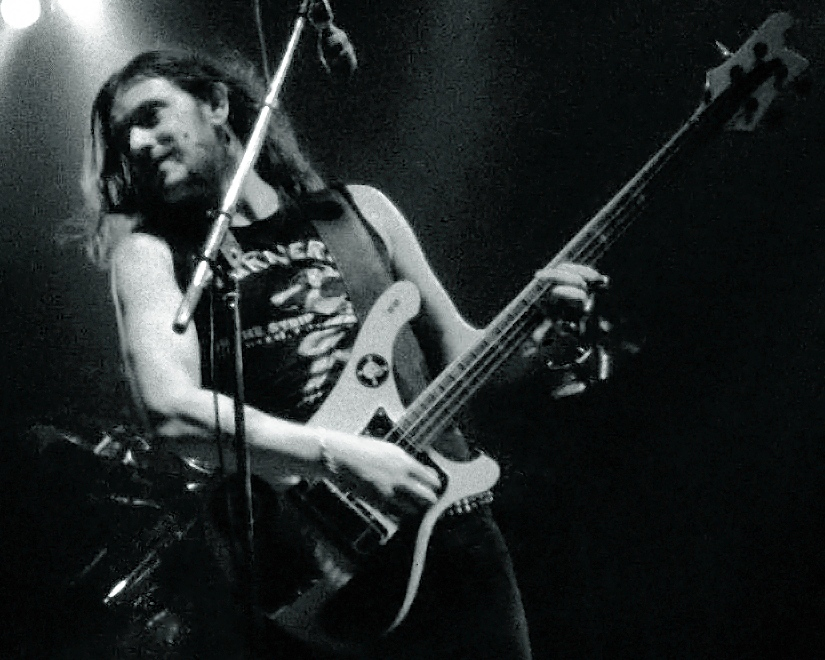
NWOBHM期（1982年）
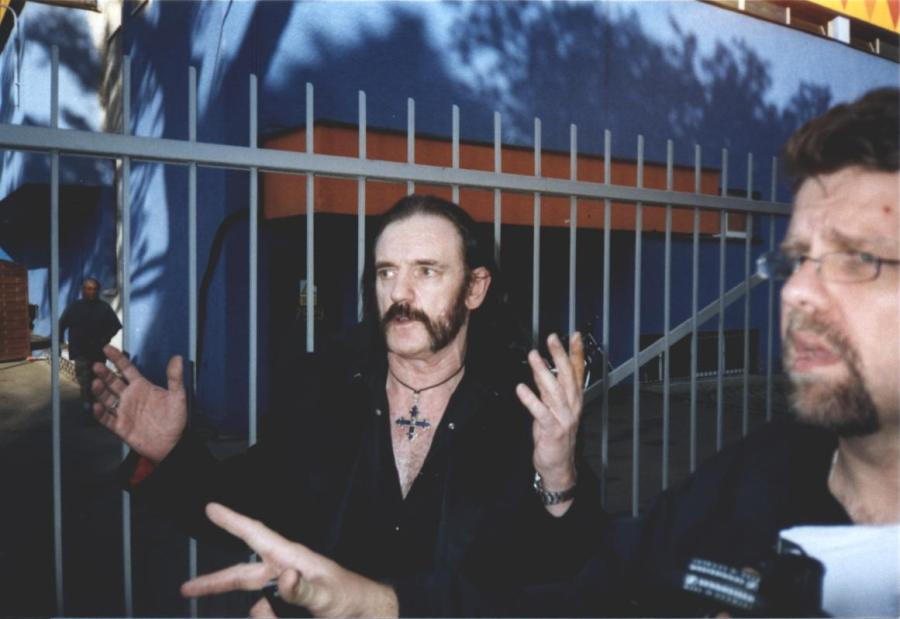
ワルシャワ公演のバックステージにて（2006年6月）
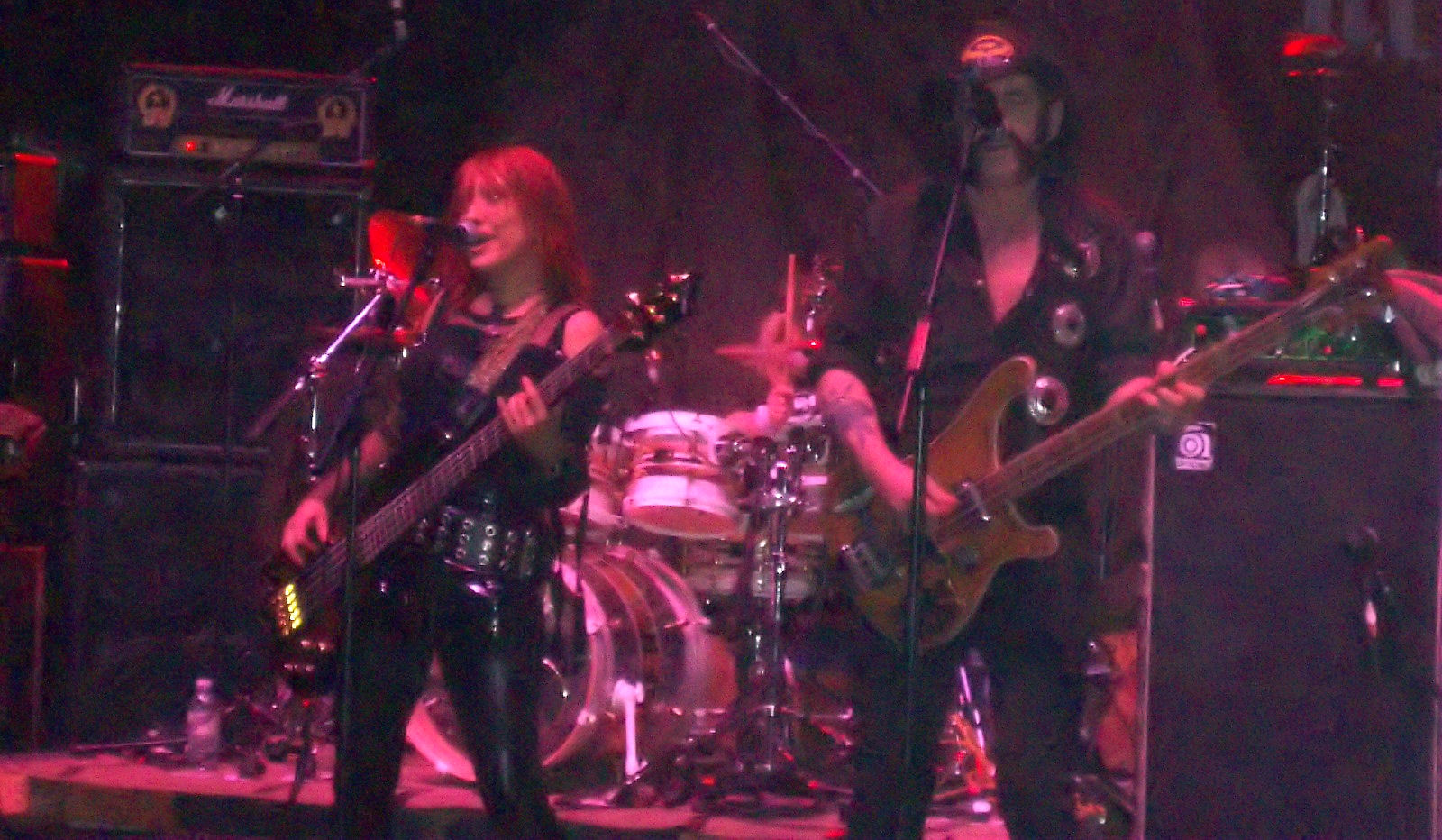
ガールスクールとの再共演（2009年11月）
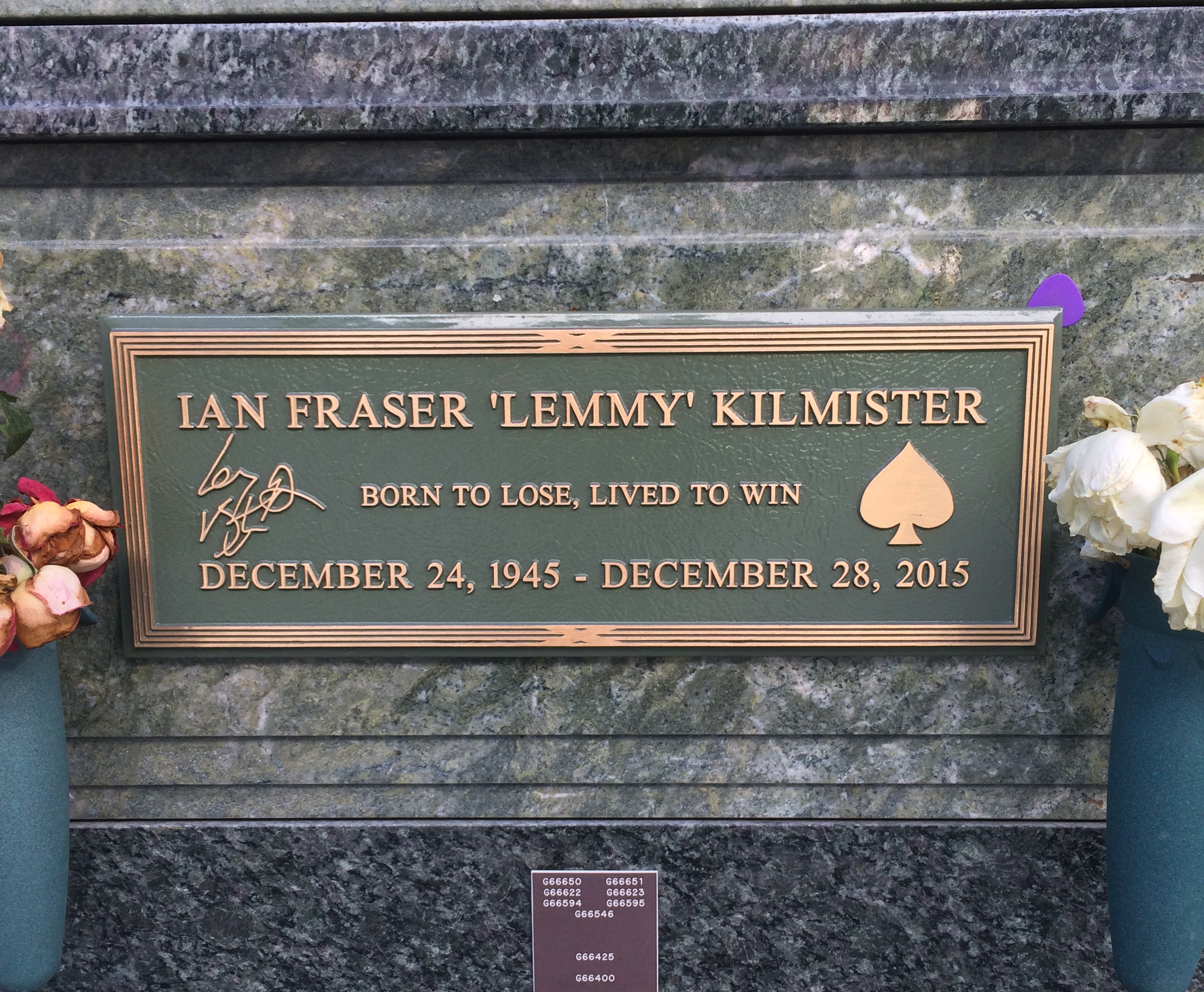
ロサンゼルスにあるレミーの墓

## 使用器材・演奏スタイル
ベースはホークウィンド時代を除き、一貫してリッケンバッカーを使用。強力なピックアップに変更したシグネチャー・モデル4001、4003、型式不明の特殊モデルも存在する。晩年は同4004を愛用、これはボディがウォルナットで作られており、表面にオークの葉の彫刻が施されている。
この大きなベースをフロントピックアップ付近（かなりネック寄りの位置）でピック弾きするのが彼のスタイル。高音弦を多用し、複弦を用いての5度コードを基本としていた。マーシャル・アンプとの組み合わせで、ギターのような歪んだ音で演奏する、非常に個性的なスタイルを貫き通していた。マーシャルからは後に彼のシグネチャーモデルが発売されていた。
ザ・フーのジョン・エントウィッスルを最高のロック・ベーシストとして敬愛し、彼のようになりたかったと語っている。
またマイクを顔より高い位置にセットし、やや上を向いて歌うのも特徴であった。理由は、「大酒飲みのレミーの事だから下を向くと吐いてしまうためだろう」と長年言われていたが、本人は「この方が楽だったからね」と述べていた。

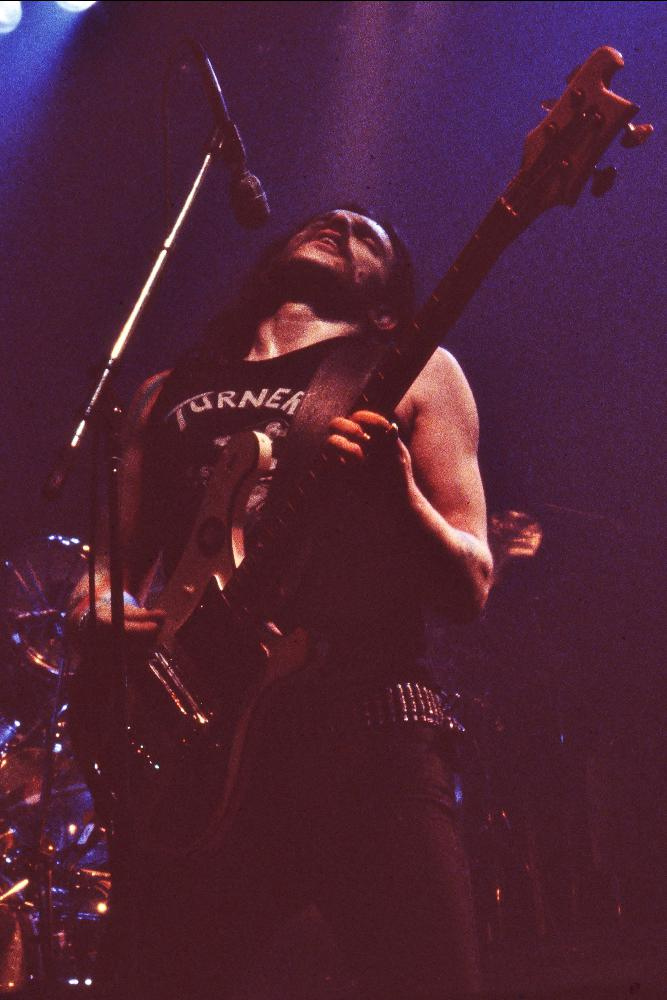
リッケンバッカー・4001モデルとNWOBHM期のレミー（1982年）
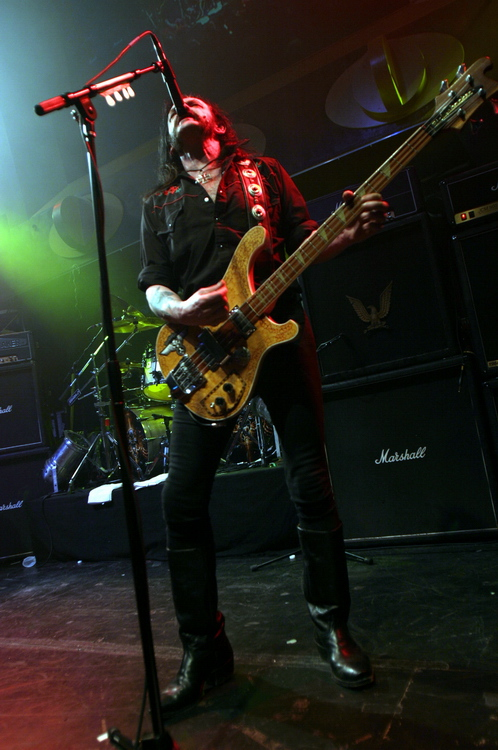
リッケンバッカー特殊モデル（2005年5月）
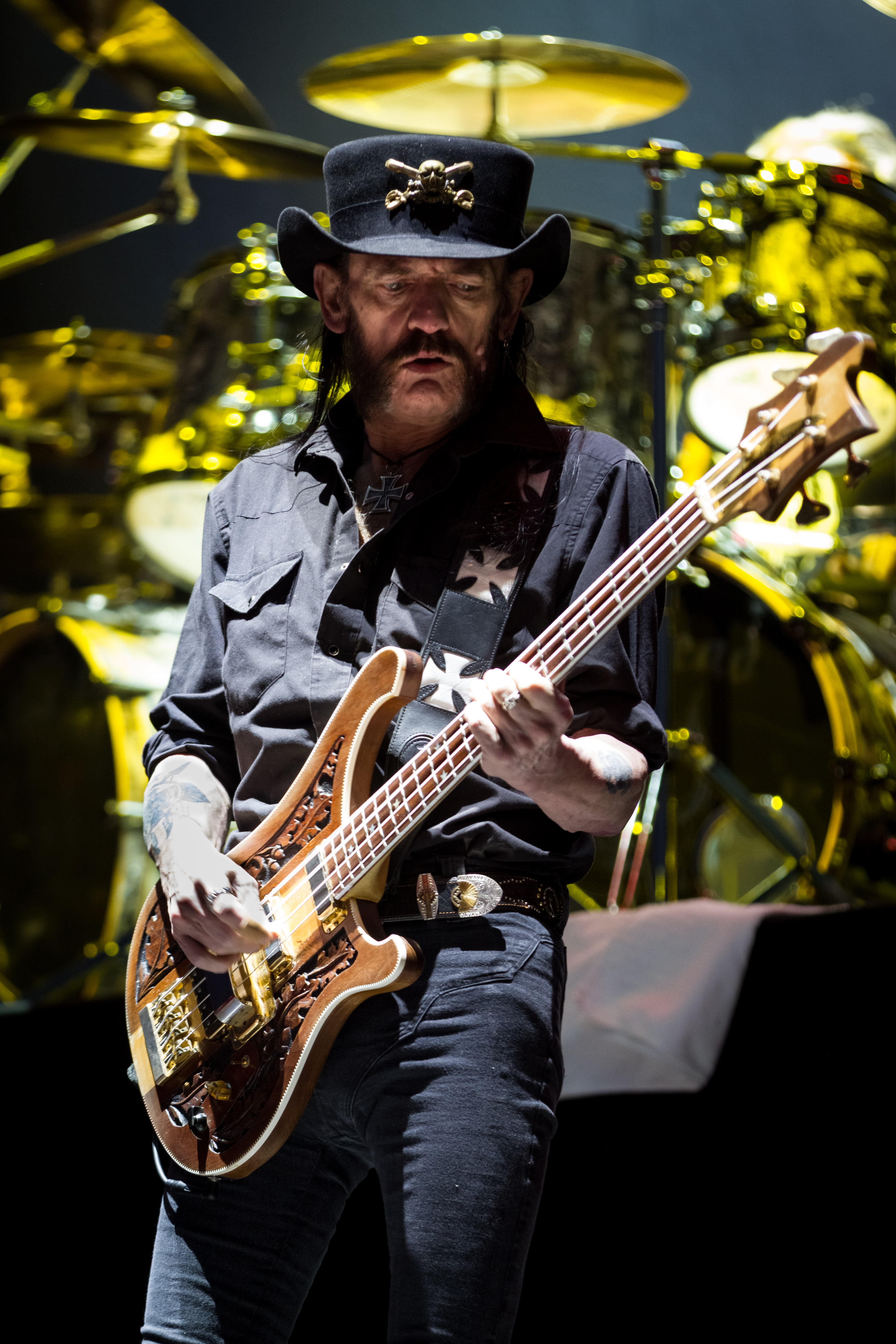
リッケンバッカー・4004シグネイチャーモデルと晩年のレミー（2015年6月）
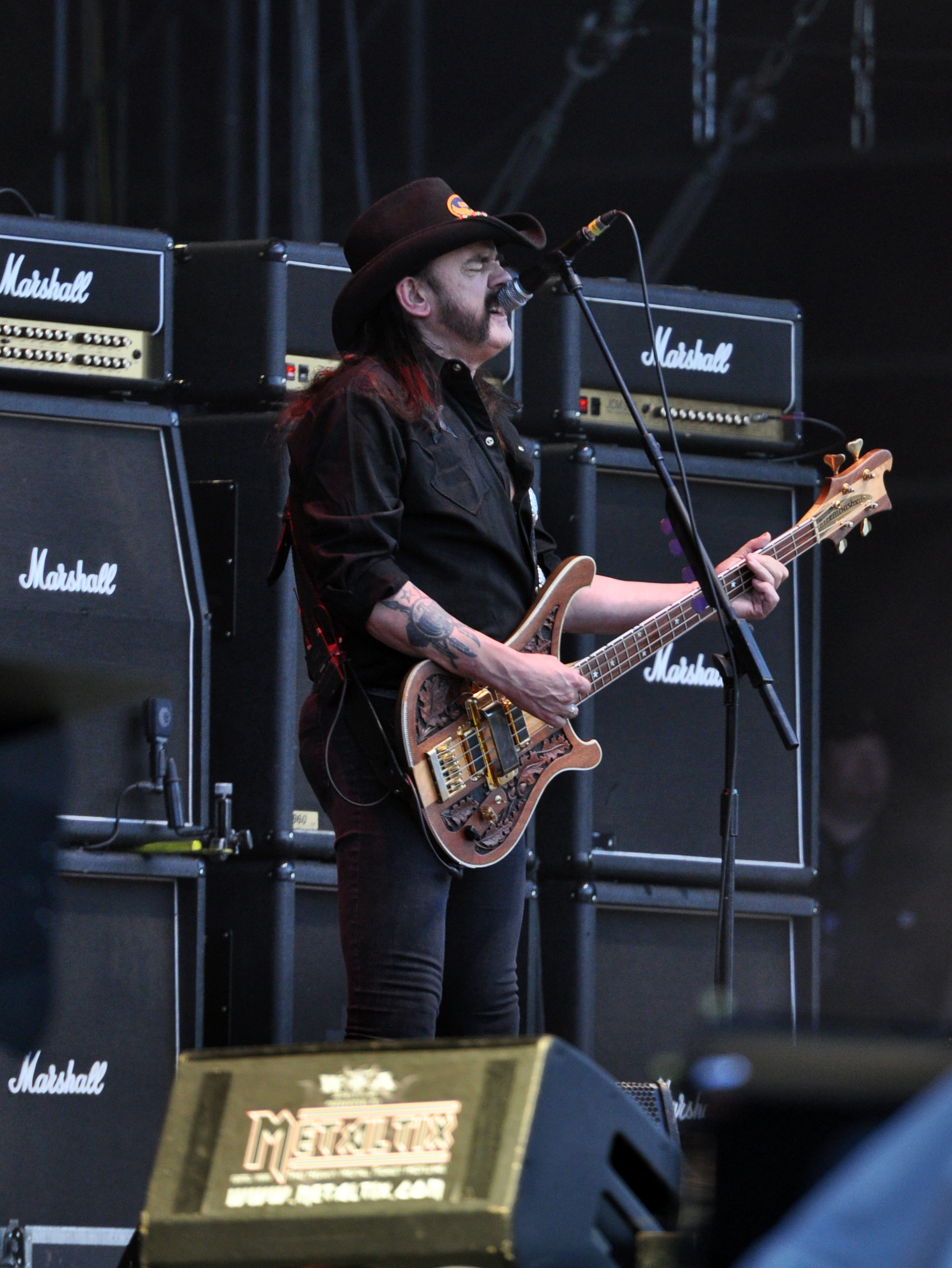
マーシャルのアンプ群（2013年8月）
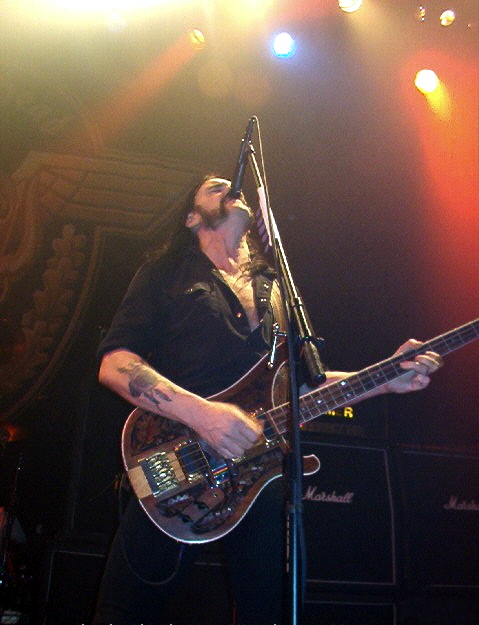
上向きの歌唱スタイル（2005年11月）

## 人物

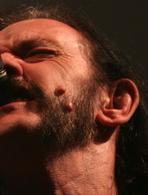
トレードマークの髭とイボ

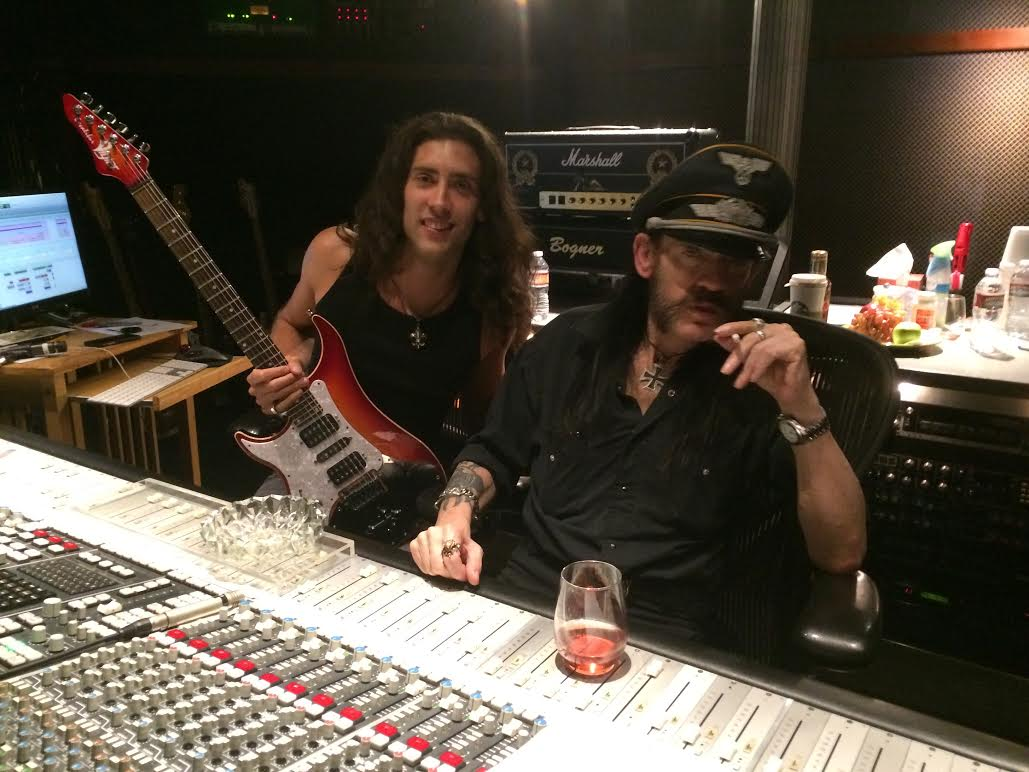
愛用したドイツの制帽や鉄十字章

ひげ面、長髪、頬の大きなイボ、腰に装着した弾丸ベルトがトレードマーク。イギリスでは良くも悪くもロック・ミュージシャンの象徴的存在として老若男女に知れ渡っており、テレビで彼の生き様を取り上げた特番やツアーの特集が組まれたり、ポテトチップスのテレビCMに出演するなど、お茶の間の人気者でもあった。なお日本では、その風貌ゆえに「極悪ロッカー」というキャッチコピーが常に付いて回っていた。
コーラのジャックダニエル割り（「ジャックダニエルのコーラ割り」ではない）を常に愛飲し、1975年のバンド結成以来酒を飲まないでいたことは一度もなかった。
2005年ごろから体調を崩す時もあったが、インタビューで2000年頃に糖尿病と診断されていたことを公表した。
酒とともにタバコも嗜んでいた。好んでいた銘柄はマールボロ、ウィンストン、キャメル。病を患った頃一度禁煙に踏み切ったものの失敗、亡くなる直前までタバコを愛喫していた。
食事する所を他人に見られたくないという頑固な一面があった。
ライヴ後は睡眠時間を削ってでも本を手にするという読書家でもあり、戦記物などを特に愛読していた。若いころからJ・R・R・トールキン『指輪物語』のファンであり、トールキンのファンが多数登場するドキュメンタリー映画『リンガーズ ～ロード・オブ・ザ・ファンズ～』にも主要なコメント担当者として出演していた。
ナチスに関係した物品コレクターで世界一の収集家を自称しており、ドイツ人やユダヤ系の団体から糾弾されることもあった。本人によると、自分はあくまで単なる収集家でナチスやネオナチの思想に賛同することはなく、収集する理由は純粋にデザインが美しいからであり、なぜあのような悲劇が起こったかに関心があるからでもある。
結婚などの私生活については生涯公表していなかったが、息子が少なくとも1人おり、ミュージシャンであったという。『極悪レミー』にも息子は出演している。自分のイメージが息子にとってマイナスとなる可能性を考えて公にはしていなかったが、陰で物心両面ともにサポートしていた。